# Sincron
Sincron a fost o formație românească de muzică rock (beat, etno) şi muzică pop înființată în anul 1964 și desființată în 1999. Liderul acesteia a fost Cornel Fugaru. Au acompaniat cântărețe cunoscute precum Anda Călugăreanu (din 1965), Pompilia Stoian, Margareta Pâslaru (din 1967), Corina Chiriac și altele. Dan Spătaru i-a lansat liderului formației primul șlagăr.

## Membri
De-a lungul timpului, alături de Cornel Fugaru, în formație au mai cântat: Mihai Viziru, frații Antonio și Constantin Cobârzan, Dan Voinescu, Sandu Arion, Ucu Bratu-Voicescu, Ștefan Berindei, Ion Berindei, Silviu Hera, Octav Zemlička, Mircea Tudoran, Arpad Cenuser, Victor Boz, Puiu Brek, Ion Cristian „Călare”, Cornel Ionescu „Muzicuță”, George Stavri, Alexandru „Jimmy” Zărnescu, Gerhard Gerl și Doru Tufiș. Ultima formulă a formatiei a fost: Cornel „Bebe” Fugaru (lider, clape, solist vocal), Alexandru „Jimmy” Zărnescu (chitară, voce), Cristian Dumitru (chitară bas, voce), Mihai Tudorică (baterie). Opțional, mai apăreau și suflătorii Mișu Fărcaș (trombon) și Nelu Marinescu (trompetă).

## Discografie
| Titlu                                                                       | An    | Piese |
| --------------------------------------------------------------------------- | ----- | --- |
| Sincron, EP 7", Electrecord (nr. catalog: 45-EDC 712)                       | 1967  | Wooly-Bully / Melodie / Hippy Shake / The Gadfly |
| Sincron, EP 7", Electrecord (nr. catalog: EDC 828)                          | 1967  | Ducea rufele la râu / Pe lângă plopii fără soț / Alunelul / Jocul fetelor / Sârba muntenească / Hăulita de la Gorj                                                                                       |
| Sincron, LP 10", Electrecord (nr. catalog: EDD 1191)                        | 1967  | Lilly / Monday, Monday / Swanee River Rock / Kansas City / Price of Love / Green Sleeves / San Francisco / The Great Love / Let's Dance On / Cha, La, La, La, Lee                                        |
| Împușcături pe portativ (cu Margareta Pâslaru)                              | 1968  | Rața / Nu știu ce să fac / Iubita mea e muzica / Nimeni nu e vinovat |
| Sincron, Margareta Pâslaru, EP 7", Electrecord (nr. catalog: 45-EDC 738)    | 1967  | Just Once More (Încă o dată) / Little Devil (Drăcușorul) / Big Deal (Bună afacere!) / All My Lovin' (Toată dragostea mea)                                                                                |
| Ensemble Sincron, Bukarest, single 7", Amiga (nr. catalog: 4 50 806)        | 1971  | La râu / Sârba |
| Einsame Pappeln/Spiel der Mädchen, single 7", Amiga (nr. catalog: 4 55 511) | 1971  | Einsame Pappeln / Spiel der Mädchen |
| Apariții pe compilații                                                      |       | |
| Romanian Pop Music II                                                       | 1971  | 1. Ducea rufele la râu / 2. Morarul / 4. Ana Lugojana / 6. Pe lângă plopii fără soț / 7. Sârbă muntenească / 9. Pocnind din bici / 10. Jocul fetelor / 11. În gară la Leordeni / 12. Hăulita de la Gorj  |
| Melodii din toată lumea VI                                                  | 1967? | 5. Wooly Bully / 14. Hippy Shake |
| Melodii din toată lumea VII                                                 | 1968? | 3. Monday, Monday / 5. Beng, Beng (voce: Anda Călugăreanu) / 11. San Francisco / 12. Șapte mii de melodii (voce: Anda Călugăreanu)                                                                       |
| Rumänische Gitarren / Chitare românești                                     | 1971  | 1. Ducea rufele la râu / 2. Morarul / 5. Ana Lugojana / 7. Pe lângă plopii fără soț / 8. Sârbă muntenească / 10. Pocnind din bici / 11. Jocul fetelor / 13. În gară la Leordeni / 14. Hăulita de la Gorj |
| Sur le pont                                                                 | 1972  | 14. Hăulita de la Gorj |
| Surfbeat Behind the Iron Curtain 1                                          | 1997  | 1. Pe lângă plopii fără soț / 18. În gară la Leordeni |
| Surfbeat Behind the Iron Curtain 3                                          | 1999  | 13. Hăulita de la Gorj / 18. Play with the Maiden |